# Głosiciel

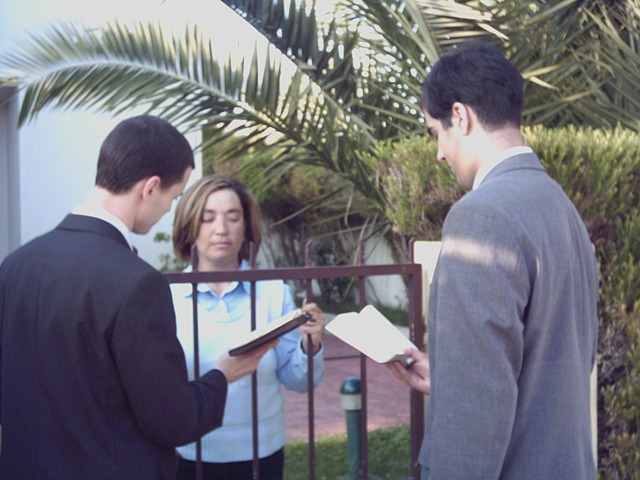
Świadkowie Jehowy głoszą od domu do domu (Portugalia)...

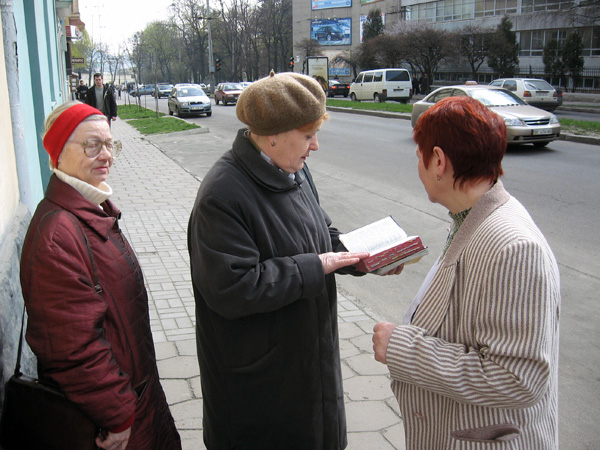
... na ulicy (Ukraina)...

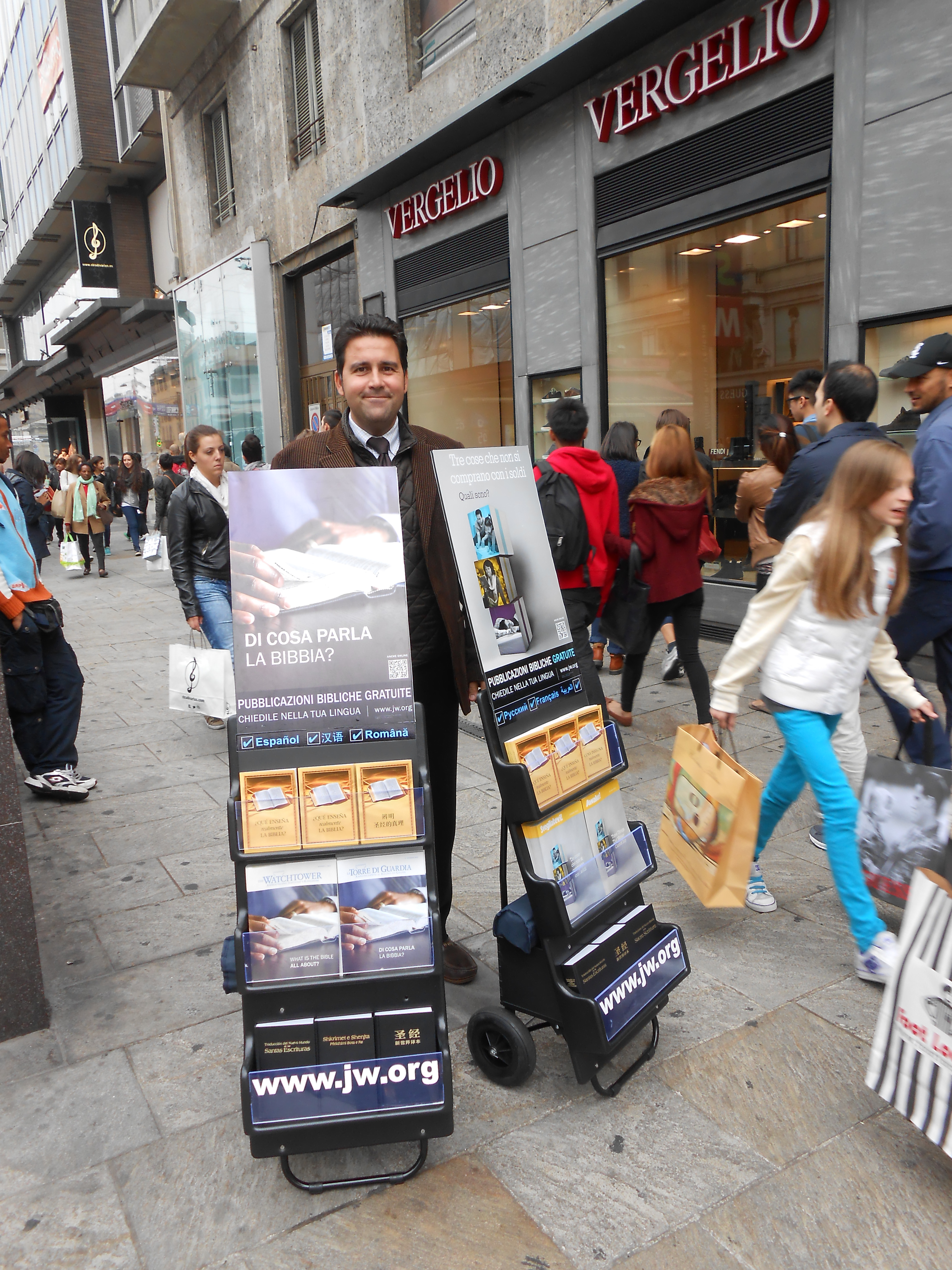
... z publikacjami religijnymi na ulicy (Włochy)...

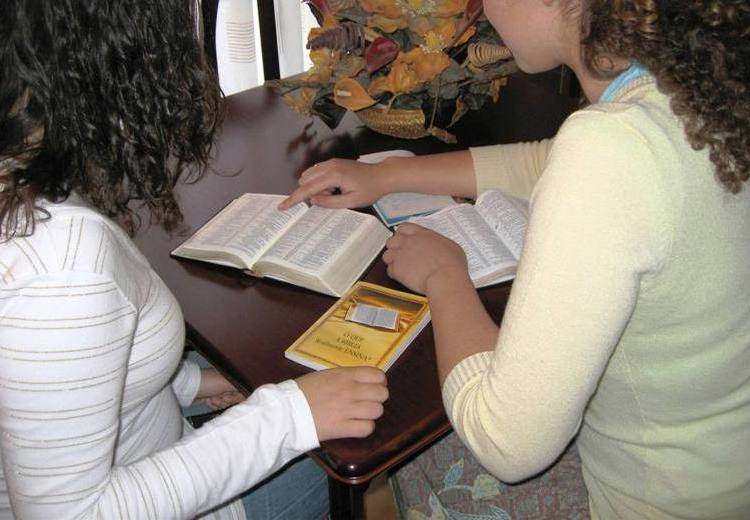
...na bezpłatnych interaktywnych kursach biblijnych

Głosiciel – kaznodzieja Świadków Jehowy, ochrzczony lub nieochrzczony członek zboru, który nieodpłatnie i dobrowolnie głosi dobrą nowinę o Królestwie Bożym. Odnosi się do osobistego oraz publicznego udziału w stosowaniu się do polecenia Jezusa Chrystusa, aby głosić „dobrą nowinę o Królestwie” ludziom „na całym świecie na świadectwo wszystkim narodom” (Mt 24:14; 28:19).
Według oficjalnych danych Świadków Jehowy w 2024 roku w całym świecie działalność kaznodziejską prowadziło 9 043 460 głosicieli należących do 118 177 zborów w 240 krajach i terytoriach (w Polsce 114 437 głosicieli w 1268 zborach).
Głosiciel musi spełniać określone wymagania, dotyczące zagadnień religijnych (organizacyjnych), biblijnych (doktrynalnych) i moralnych. Każdy głosiciel może mieć przydzielony teren do służby kaznodziejskiej, na którym powinien dotrzeć do jak największej liczby jego mieszkańców. Przydzielony teren może po jakimś czasie wymienić. Głosiciel, wyruszając do służby (przeważnie razem z drugim głosicielem), zwykle kieruje uwagę na „podstawowe prawdy z Biblii” oraz rozpowszechnia nieodpłatnie czasopisma „Strażnica Zwiastująca Królestwo Jehowy”, „Przebudźcie się!” i inne publikacje Świadków Jehowy oraz Biblie, zaprasza na zebrania do miejscowej Sali Królestwa, na kongres, na doroczną uroczystość Wieczerzy Pańskiej, bierze udział w specjalnych kampaniach informacyjnych, wyświetla krótkie filmy lub proponuje skorzystanie z bezpłatnego interaktywnego kursu biblijnego w określonym celu.
Głosiciel dobrowolnie składa comiesięczne sprawozdanie ze służby kaznodziejskiej, w którym tylko potwierdza, że w danym miesiącu brał udział w jakiejkolwiek dziedzinie służby oraz podaje ilość prowadzonych z osobami zainteresowanymi tzw. bezpłatnych kursów biblijnych.
Nie ma limitu na czas przeznaczony na służbę w danym miesiącu. Jednakże ochrzczeni głosiciele mogą zadeklarować, iż w danym miesiącu lub w dłuższym okresie przeznaczą określoną ilość czasu na głoszenie, pełniąc służbę w charakterze tzw. pionierów: pionierów pomocniczych lub pionierów stałych (tzw. pionierzy pełnoczasowi).
Głosiciele nie otrzymują wynagrodzenia za udział w działalności oraz nie są zatrudniani przez zbór ani żadną osobę prawną powiązaną ze Świadkami Jehowy. Określenie to nie jest stosowane jako tytuł czy zwrot honorowy.
Świadkowie Jehowy uważają, że głoszenie czyli obwieszczanie dobrej nowiny o Królestwie Bożym jest dziś najważniejszą działalnością prowadzoną na ziemi (Obj. 14:6, 7), przyczynia się do uświęcania imienia Jehowy Boga (Mt. 6:9), orędzie to odmienia życie ludzi i może prowadzić do ich wybawienia. Według nich, do głoszenia pobudza ich miłość do Jehowy i Jego imienia, do prawdy oraz do ludzi.

## Historia
W lipcu i sierpniu 1881 roku w „Strażnicy” opublikowano artykuł pod tytułem Czy głosisz? Oparte m.in. na Ewangelii Mateusza 24:14; 28:19–20 oraz Dziejach Apostolskich 1:8 rozważania wskazywały, że głównym zadaniem ówczesnych Badaczy Pisma Świętego powinno być głoszenie Dobrej Nowiny. Od roku 1881 zaczęto bezpłatnie rozpowszechniać swoje publikacje. Na kongresie w 1892 roku w Allegheny w Stanach Zjednoczonych około 400 osób z 20 amerykańskich stanów oraz z kanadyjskiej prowincji Manitoba – oprócz pięciu dni intensywnego studium Biblii – uczestniczyło w dwudniowym szkoleniu dla tzw. kolporterów (dawna nazwa pionierów), którzy rozprowadzali publikacje religijne – głównie „Strażnicę” oraz Biblie.
Jeszcze przed rokiem 1903 zachęcano wyznawców, aby starali się wręczać publikacje każdej napotkanej osobie. W kilku aglomeracjach amerykańskich odwiedzono każde mieszkanie w promieniu 15 km od centrum. Część wyznawców usługiwała w charakterze kolporterów. Od 1914 roku rozpoczęto zapraszanie na projekcje filmu Fotodrama stworzenia.
Od roku 1919 podkreślano, że w działalności kaznodziejskiej powinien brać udział każdy chrześcijanin. Na kongresie w 1919 roku powiedziano: Misją chrześcijanina na ziemi (...) jest głoszenie orędzia o sprawiedliwym Królestwie Pana, które zapewni błogosławieństwa całemu wzdychającemu stworzeniu. W artykule Służba jest rzeczą ważną w „Strażnicy” z 15 sierpnia 1922 roku (wydanie polskie z 1 października) wyjaśniono, jak ważne jest, by „czynnie dostarczać drukowane poselstwo ludowi i tłumaczyć mu przy drzwiach, dając świadectwo, że królestwo niebieskie jest tuż przed nami”. Podkreślono to również na kongresie w 1922 roku. Pomimo tego tylko część Badaczy Pisma Świętego głosiła od domu do domu – w roku 1922 co tydzień składało sprawozdanie z głoszenia 2712 osób. Wielu nie chciało głosić, traktując to zajęcie jako uwłaczające ich godności; niektórzy krytykowali tę metodę ewangelizacji. Z czasem, gdy dalej podkreślano wagę głoszenia, sporo z nich odłączyło się od głównej grupy Badaczy Pisma Świętego.
W 1926 roku najwyższa liczba głosicieli wyniosła 5937. W roku 1927 głosiciele zostali zachęceni do tego, by co niedziela poświęcać czas na działalność kaznodziejską. Od razu pojawiły się przeszkody. Wielu wyznawców w Stanach Zjednoczonych za to aresztowano. Pomimo tego rok później w Stanach Zjednoczonych nastąpił 53% wzrost ich liczby.
W następnych dziesięcioleciach w służbie do domu do domu brało udział coraz więcej głosicieli. W latach 1928–1932 dwa razy w roku organizowano tydzień wzmożonej aktywności, w którym pionierzy mieli osiągnąć cel 40 godzin spędzonych w służbie ewangelizacyjnej. W latach 30. XX wieku organizowano tzw. kampanie dywizjonowe, podczas których głosiciele z okolicznych zborów zjeżdżali się, by opracować teren. W 1932 roku wprowadzono karty świadectwa, a w 1934 roku zaczęto korzystać w działalności ewangelizacyjnej ze specjalnie zaprojektowanych do tego celu gramofonów i płyt z nagranymi kazaniami (92 różne wykłady).
W 1936 roku głosiciele po raz pierwszy zaczęli używać na szeroką skalę plakatów informacyjnych, które noszono głównie w dzielnicach handlowych.
Pierwszych pionierów specjalnych Towarzystwo Strażnica zaczęło wysyłać w 1937 roku. Ich zadanie polegało na odtwarzaniu w progach mieszkań wykładów biblijnych z płyt gramofonowych oraz na ponownym odwiedzaniu ludzi i prowadzeniu z nimi rozmów biblijnych. Na początku pionierzy specjalni skupiali się na dużych miastach, gdzie istniały już zbory Świadków Jehowy. Kilka lat później zaczęto kierować pionierów na tereny, gdzie Świadkowie Jehowy nie prowadzili działalności kaznodziejskiej. W 1939 roku trzystu pionierów specjalnych odtworzyło 4,5-minutowe przemówienie biblijne ponad pół miliona razy, dzięki czemu wysłuchało go przeszło milion osób. To zachęciło innych głosicieli do używania gramofonów i w rezultacie na ponad 47 000 urządzeń odtwarzano 92 różne wykłady biblijne. Wtedy też rozpoczęto rozpowszechnianie czasopisma „Pociecha” (obecnie: „Przebudźcie się!”). W styczniu 1939 roku wszyscy głosiciele zostali zachęceni, aby każdego miesiąca na służbę poświęcali 60 godzin. W lutym 1942 roku do szkolenia głosicieli wprowadzono Zaawansowany Kurs Służby Kaznodziejskiej (późniejsza: teokratyczna szkoła służby kaznodziejskiej; obecnie część „zebrania w tygodniu” pod nazwą „Chrześcijańskie życie i służba”).
W 1943 roku otwarto Biblijną Szkołę Strażnicy – Gilead.
Na początku lat 50. XX wieku w Stanach Zjednoczonych 28% ówczesnych Świadków Jehowy „ograniczało swoją działalność do rozpowszechniania ulotek i stania z czasopismami na ulicy. Ponad 40% uczestniczyło w służbie kaznodziejskiej nieregularnie, a nawet nie wyruszało do niej przez całe miesiące”. Dlatego w roku 1953 na międzynarodowym kongresie pod hasłem „Społeczeństwo Nowego Świata” w Nowym Jorku ówczesny prezes Towarzystwa Strażnica, Nathan H. Knorr, oznajmił, że jednym z głównych zadań wszystkich chrześcijańskich nadzorców jest pomaganie każdemu Świadkowi, by regularnie uczestniczył w służbie od domu do domu. Dla realizacji tego celu uruchomiono ogólnoświatowy program szkoleniowy. Dzięki temu zwłaszcza osoby, które nie głosiły od domu do domu, otrzymywały wskazówki, jak z obcymi ludźmi rozmawiać przy drzwiach na podstawie Biblii i wyjaśniać kwestie najczęściej poruszane przez mieszkańców. W rezultacie tego programu w ciągu dziesięciu lat liczba głosicieli na świecie wzrosła o 100%, liczba dokonywanych tzw. odwiedzin ponownych – o 126%, a liczba studiów biblijnych – o 150%.
W 1963 roku osiągnięto pierwszy milion głosicieli, 11 lat później liczba ta się podwoiła. W 1977 roku wprowadzono dla pełnoczasowych głosicieli Kurs Służby Pionierskiej.
W 1985 roku przekroczono liczbę 3 milionów głosicieli, pięć lat później – 4 milionów. W 1996 roku na całym świecie działało już ich 5 milionów. W 2000 roku przekroczono liczbę 6 milionów. W 2008 roku przekroczono liczbę 7 milionów, w 2014 roku – 8 milionów, a w 2024 roku – 9 milionów. Latem 2013 roku wdrożono ogólnoświatowy program świadczenia publicznego na terenie poszczególnych zborów oraz na terenie wielkomiejskim z pomocą wózków z bezpłatną literaturą biblijną (pierwszy pilotażowy program wprowadzono w 2001 roku Francji oraz w listopadzie 2011 roku na nowojorskim Manhattanie).
W związku z pandemią COVID-19 od 14 marca 2020 roku do 31 sierpnia 2022 roku działalność od domu do domu była zawieszona (prowadzona była tylko listownie, telefonicznie i w formie elektronicznej, a od 31 maja 2022 roku wznowiono publiczną działalność ewangelizacyjną). W 2024 roku na całym świecie działało przeszło 9 milionów głosicieli w 240 krajach i terytoriach.

## Służba pełnoczasowa
- Pionier pomocniczy – deklaruje poświęcenie minimum 30 godzin w miesiącu na służbę kaznodziejską[c][38]. Największą ich liczbę osiągnięto w kwietniu 2011 roku – 2 657 377[d], w Polsce było wówczas 45 028 pionierów pomocniczych. Na świecie w 2024 roku było przeciętnie w każdym miesiącu 867 502 pionierów pomocniczych[6] (w Polsce, w 2016 – 6225[39]).
- Pionier (inaczej: pionier stały) – poświęca na służbę minimum 600 godzin w roku (przeciętnie co najmniej 50 godzin miesięcznie)[38]; deklaruje pełnienie takiej służby co najmniej przez jeden rok. Po roku takiej służby pionier stały może skorzystać ze specjalnego szkolenia – Kursu Służby Pionierskiej[40]. Doświadczeni pionierzy w wieku od 23 do 65 lat, po dwóch latach służby pionierskiej oraz gotowi działać na przydzielonych im terenach, mogą skorzystać z dwumiesięcznego Kursu dla Ewangelizatorów Królestwa[40][41]. Na świecie w 2024 roku było przeciętnie 1 651 698 pionierów stałych (w Polsce – 11 663[42][6]).
- Pionier specjalny – na służbę przeznacza 100 godzin w miesiącu[38][43]. W Polsce w 2011 roku było 241 pionierów specjalnych. Na świecie w 1992 roku było ponad 14 500 pionierów specjalnych, w roku 2015 przeszło 55 tysięcy[44], a w 2023 roku ponad 27 tysięcy[45].
- Misjonarz terenowy – na służbę przeznacza 100 godzin w miesiącu; zamianowany przez Komitet Służby Ciała Kierowniczego, a teren do działalności wyznacza mu Komitet Oddziału[38]. Nowo mianowany misjonarz terenowy jest obecnie absolwentem Kursu dla Ewangelizatorów Królestwa[40], wybranym spośród tymczasowych pionierów specjalnych, który otrzymuje przydział terenu działalności na 3 lata. Po tym czasie jeśli chce dalej kontynuować służbę, Komitet Służby Biura Oddziału rozpatruje taką prośbę[46][47] (misjonarzami są również absolwenci Biblijnej Szkoły Strażnicy – Gilead[48][43]). W 2021 roku na całym świecie działało 3090 misjonarzy terenowych. Zostali przydzieleni do zborów, w których są potrzeby związane z głoszeniem. Dodatkowo 1001 misjonarzy terenowych usługiwało w charakterze nadzorców obwodów i ich żon[49].

## Statystyki
– dokładna liczebność nie jest podawana
      – mniej niż 1000 głosicieli
      – od 1000 do 9999 głosicieli
      – od 10 000 do 99 999 głosicieli
      – od 100 000 do 499 999 głosicieli
      – powyżej 500 000 głosicieli

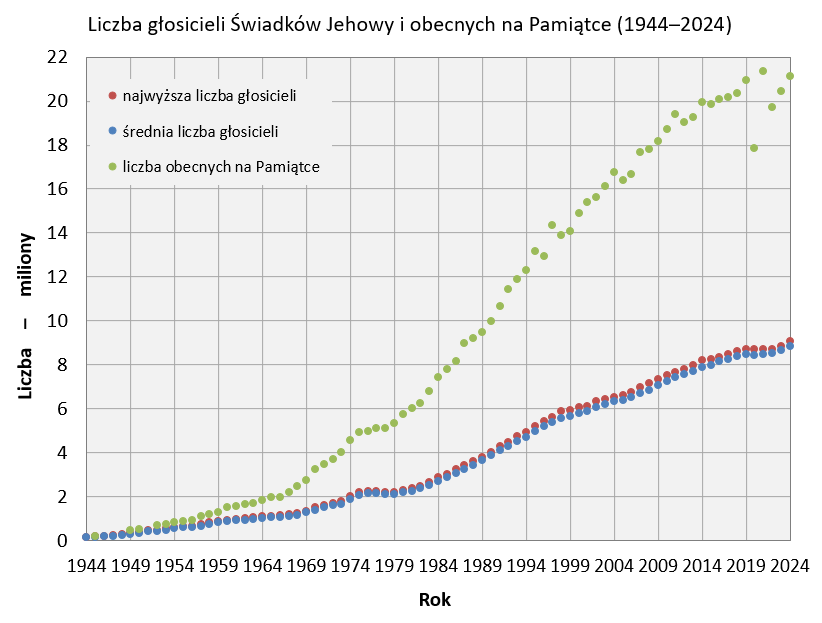
Liczba głosicieli Świadków Jehowy oraz obecnych na Pamiątce od roku 1944

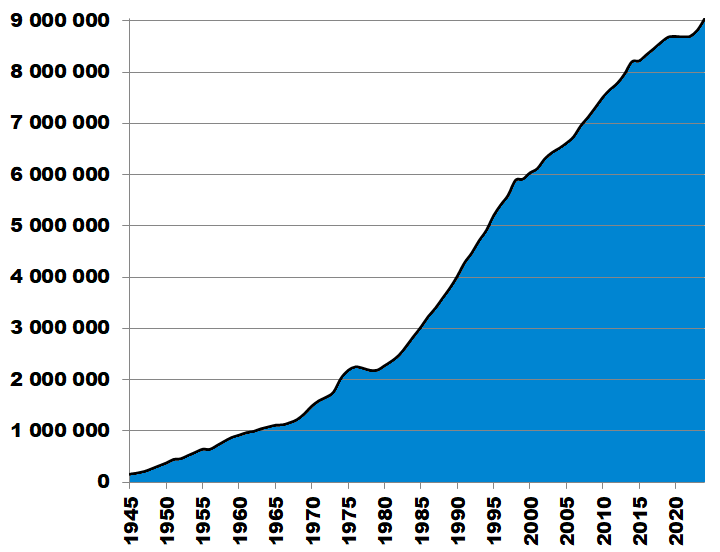
Najwyższa liczba głosicieli Świadków Jehowy na świecie od roku 1945

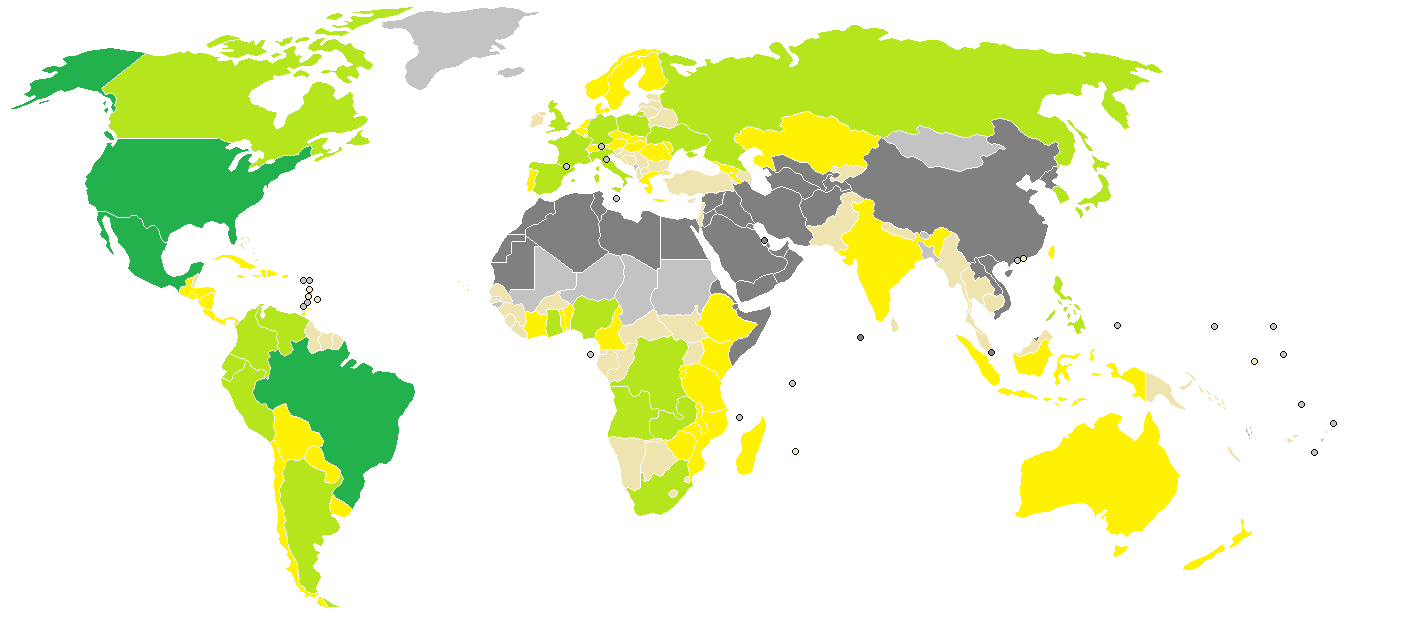
Liczebność głosicieli Świadków Jehowy na świecie:
– dokładna liczebność nie jest podawana
– mniej niż 1000 głosicieli
– od 1000 do 9999 głosicieli
– od 10 000 do 99 999 głosicieli
– od 100 000 do 499 999 głosicieli
– powyżej 500 000 głosicieli

Świadkowie Jehowy podają następujące dane statystyczne:
| Rok służbowy | Najwyższa liczba głosicieli na świecie | Liczba obecnych na Pamiątce |
| ------------ | -------------------------------------- | --------------------------- |
| 1881         | 100                                    |                             |
| 1890         | 400                                    |                             |
| 1914         | 6000                                   | 18 243                      |
| 1950         | 373 430                                | 511 203                     |
| 1955         | 642 929                                | 878 303                     |
| 1960         | 916 332                                | 1 519 821                   |
| 1961         | 965 169                                | 1 553 909                   |
| 1962         | 989 192                                | 1 639 681                   |
| 1963         | 1 040 836                              | 1 693 752                   |
| 1964         | 1 075 523                              | 1 809 476                   |
| 1965         | 1 109 806                              | 1 933 089                   |
| 1966         | 1 118 665                              | 1 971 107                   |
| 1967         | 1 160 604                              | 2 195 612                   |
| 1968         | 1 221 504                              | 2 493 519                   |
| 1969         | 1 336 112                              | 2 719 860                   |
| 1970         | 1 483 430                              | 3 226 168                   |
| 1971         | 1 590 793                              | 3 453 542                   |
| 1972         | 1 596 442                              | 3 662 407                   |
| 1973         | 1 758 429                              | 3 994 924                   |
| 1974         | 2 021 432                              | 4 550 457                   |
| 1975         | 2 179 256                              | 4 925 643                   |
| 1976         | 2 248 390                              | 4 972 571                   |
| 1982         | 2 477 608                              | 5 987 893                   |
| 1983         | 2 652 323                              | 6 252 787                   |
| 1984         | 2 842 531                              | 7 418 974                   |
| 1985         | 3 024 131                              | 7 792 109                   |
| 1986         | 3 229 022                              | 8 160 597                   |
| 1987         | 3 395 612                              | 8 965 221                   |
| 1988         | 3 592 654                              | 9 201 071                   |
| 1989         | 3 787 188                              | 9 479 064                   |
| 1990         | 4 017 213                              | 9 950 058                   |
| 1991         | 4 278 820                              | 10 650 158                  |
| 1992         | 4 472 787                              | 11 431 171                  |
| 1993         | 4 709 889                              | 11 865 765                  |
| 1994         | 4 914 094                              | 12 288 917                  |
| 1995         | 5 199 895                              | 13 147 201                  |
| 1996         | 5 413 769                              | 12 921 933                  |
| 1997         | 5 599 931                              | 14 322 226                  |
| 1998         | 5 888 650                              | 13 896 312                  |
| 1999         | 5 912 492                              | 14 088 751                  |
| 2000         | 6 035 564                              | 14 872 086                  |
| 2001         | 6 117 666                              | 15 374 986                  |
| 2002         | 6 304 645                              | 15 597 746                  |
| 2003         | 6 429 351                              | 16 097 622                  |
| 2004         | 6 513 132                              | 16 760 607                  |
| 2005         | 6 613 829                              | 16 383 333                  |
| 2006         | 6 741 444                              | 16 675 113                  |
| 2007         | 6 957 854                              | 17 672 443                  |
| 2008         | 7 102 994                              | 17 790 631                  |
| 2009         | 7 313 173                              | 18 168 323                  |
| 2010         | 7 508 050                              | 18 706 895                  |
| 2011         | 7 659 019                              | 19 374 737                  |
| 2012         | 7 782 346                              | 19 013 343                  |
| 2013         | 7 965 954                              | 19 241 252                  |
| 2014         | 8 201 545                              | 19 950 019                  |
| 2015         | 8 220 105                              | 19 862 783                  |
| 2016         | 8 340 847                              | 20 085 142                  |
| 2017         | 8 457 107                              | 20 175 477                  |
| 2018         | 8 579 909                              | 20 329 317                  |
| 2019         | 8 683 117                              | 20 919 041                  |
| 2020         | 8 695 808                              | 17 844 773                  |
| 2021         | 8 686 980                              | 21 367 603                  |
| 2022         | 8 699 048                              | 19 721 672                  |
| 2023         | 8 816 562                              | 20 461 767                  |
| 2024         | 9 043 460                              | 21 119 442                  |

## Szkolenia dla głosicieli
Oprócz wymienionych szkoleń dla pionierów, wszyscy głosiciele korzystają z cotygodniowych „zebrań w tygodniu” pod nazwą Chrześcijańskie życie i służba oraz ze zbiórek do służby polowej i innych zebrań. Aktualne wskazówki dotyczące służby kaznodziejskiej zamieszczane są w dwumiesięczniku „Chrześcijańskie życie i służba – program zebrań”.

## Formy głoszenia

### Głoszenie oficjalne
Obejmuje głoszenie od domu do domu, podtrzymywanie zainteresowania u osoby napotkanej w takiej działalności, oraz świadczenie publiczne (np. przy wózku z literaturą biblijną, na ulicy, parkingu).
- od domu do domu – podstawowa działalność kaznodziejska Świadków Jehowy, polegająca na odwiedzaniu wszystkich domów (mieszkań) na wyznaczonym do służby kaznodziejskiej terenie osobistym[a][55][56][57][11];
- świadczenie publiczne – może obejmować świadczenie przy wózku z bezpłatną literaturą biblijną, głoszenie na terenach handlowych, na ulicy, w parku, na parkingu albo w innych miejscach, w których można spotkać ludzi[56][58][59][57] (obejmuje też specjalne świadczenie w ośrodkach penitencjarnych i więzieniach przez specjalnie przygotowanych kaznodziejów[60][61][62] (np. w Polsce ponad 700 takich głosicieli odwiedza prawie 170 takich miejsc)[63]);
- kursy biblijne – prowadzenie tematycznego bezpłatnego interaktywnego kursu biblijnego[19][64][57] (osobiście w domu lub w innym miejscu, przez telefon lub internet)[65], m.in. na podstawie podręcznika Już zawsze ciesz się życiem![66] – w roku 2024 na świecie prowadzono przeciętnie 7 480 146 takich kursów[6] (w Polsce w 2023 roku – 24 114[f]).

### Głoszenie nieoficjalne
Obejmuje wykorzystanie okazji do dania świadectwa, która pojawiła się w trakcie zwykłej rozmowy. Może chodzić o podzielenie się myślą z Biblii z kimś w pracy, w szkole, z sąsiadami, w transporcie publicznym albo gdzieś indziej podczas wykonywania codziennych zajęć (w tym przez telefon, komunikatory internetowe, listy, maile).